# Синцово (Торжокский район)
Синцово  — деревня в Торжокском районе Тверской области. Входит в состав Грузинского сельского поселения.

## География
Находится в центральной части Тверской области на расстоянии приблизительно 14 км на юг-юго-восток по прямой от районного центра города Торжок.

## История
Деревня была отмечена еще на карте 1825 года. В 1859 году здесь (сельцо Новоторжского уезда Тверской губернии) было учтено 8 дворов, в 1941 — 29.

## Население
Численность населения: 81 человек (1859 год), 17 (русские 100 %) в 2002 году, 7 в 2010.